# Amir (Vorname)
Amir ist ein männlicher Vorname. 

## Herkunft und Bedeutung
Der Name Amir kommt sowohl im Arabischen wie auch im Hebräischen vor, hat jedoch in den beiden Sprachen unterschiedliche Bedeutung. Im Arabischen bedeutet Amir: Befehlshaber, Prinz (siehe Emir), im Hebräischen: Baumkrone, Wipfel. Die weibliche Form lautet jeweils Amira.

## Namensträger
- Amir (Sänger) (* 1984), israelisch-französischer Sänger

- Amir Abrashi (* 1990), kosovarisch-albanisch-schweizerischer Fußballspieler
- Amir Aslan Afshar (1919 oder 1922–2021), iranischer Diplomat
- Amir Ali-Akbari (* 1987), iranischer Ringer
- Amir Arison (* 1978), US-amerikanischer Schauspieler
- Amir Hassan Cheheltan (* 1956), persischer Ingenieur und Schriftsteller
- Amir Chusrau (1253–1325), persischsprachiger Dichter und Musikwissenschaftler aus Indien
- Amir Falahen (* 1993), deutsch-palästinensischer Fußballspieler
- Amir Hetsroni (* 1968), israelischer Kommunikationswissenschaftler und Professor
- Amir Kabir (1807–1852), persischer Politiker, Ministerpräsident und Reformer des Iran
- Amir Kassaei (* 1968), österreichischer Kreativer und Unternehmer, Investor und Redner iranischer Abstammung
- Amir Khan (* 1986), britischer Boxer pakistanischer Abstammung
- Amir Lehavot (* 1975), israelisch-amerikanischer professioneller Pokerspieler
- Amir Levi (* 1977), israelischer Badmintonspieler
- Amir Mašić (* 1998), bosnischer Fußballspieler
- Amir Mohammad (1931–1997), einer der bekanntesten afghanischen Sänger in Kabul
- Amir Roughani (* 1975), deutsch-iranischer Unternehmer
- Amir Rrahmani (* 1994), kosovarischer Fußballspieler
- Amir Hossein Sadeqi (* 1981), iranischer Fußballspieler
- Ämir Säkirow (* 1997), kasachischer Breakdancer
- Amir Shapourzadeh (* 1982), deutsch-iranischer Fußballspieler und -funktionär
- Amir Spahić (* 1983), bosnisch-herzegowinischer Fußballspieler
- Amir Weintraub (* 1986), israelischer Tennisspieler
- Amir Yarahi (* 1995), deutscher Webvideoproduzent, Buchautor[1] und Synchronsprecher
- Amir Zaidan (* 1964), syrischer Koranübersetzer und Verfasser deutschsprachiger Bücher zum Islam

## Nachweise
1. ↑  behindthename.com